# 大久保佳代子
大久保佳代子（日语：大久保 佳代子，1971年5月12日—），日本女性搞笑藝人，出身於愛知縣田原市。大久保是搞笑團體「綠洲二人組」（；Oasiz）的成員之一，其搭檔是同鄉出身也是兒時玩伴的光浦靖子。兩人都是經紀公司人力舍旗下藝人。

## 經歷

### 演藝生涯
大久保與光浦兩人在1992年時，於早稻田大學的搞笑社團「早稻田寄席演藝研究會」組成搭檔「綠洲二人組」（搭檔初組時日文原名，取英文字母C字與日文假名發音相近之故），並於同年正式出道。
出道之後綠洲二人組立刻就參與了富士電視台在該年10月9日開播的綜藝節目《新波》的演出，在該節目中每一集都邀請不同的新進搞笑藝人團體登場表演。但在《新波》於隔年3月19日播畢，節目製作群自曾經參與演出的新人中選拔表現優秀者作為接續節目《飛天藥》的故定演出成員時，卻只有光浦因「好笑的醜女」的理由被選上，大久保則因是「不好笑的醜女」之故未能入選。之後搭檔兩人的演藝生涯落差越來越大，光浦在《飛天藥》之後又陸續獲得其他節目的演出機會，大久保卻曾一度暫時停止電視上的演藝活動，改以舞台話劇之類的管道並同時兼職一般的辦公室女職員（OL）、在普通的公司行號擔任電話接聽員維持生計。
在經過很長一段演藝低潮期之後，大久保在2000年時獲得一個在搭檔光浦擔任固定成員的黃金時段綜藝節目《帥呆了！》（めちゃ²イケてるッ!）中之演出機會，該節目以「光浦的搭檔是現職的OL」的角色包裝大久保，以演藝圈外人士的身份成為節目新固定成員，並再度走紅。除了以綠洲二人組的成員身份持續擔任該節目的固定成員外，也經常在像是《王牌綜藝同樂會》（くりぃむナントカ，朝日電視台）、《男女糾察隊》（ロンドンハーツ，朝日電視台）等高收視率的綜藝節目中作為常任來賓，擁有極高的螢幕曝光率。
除了以搭檔的身份參與演出外，再度走紅的大久保也開始經常以個人身份參與綜藝或資訊節目的演出，例如在性感偶像團體惠比壽麝香葡萄的深夜冠名綜藝節目《求求你！麝香葡萄》（東京電視台，2008年4月7日開播）中擔任準固定來賓，並在TBS於2012年7月16日開播的深夜綜藝節目《女主播的懲罰》（女子アナの罰）中與伊達幹生（搞笑二人組三明治人成員）搭檔，首度擔任電視節目主持人。2013年4月20日於TBS開播的《不是大久保之夜》，是大久保的第一個個人冠名電視節目，為一個以女性觀眾導向的深夜資訊節目。
在參與綜藝節目演出時，大久保常以「下流的好色熟女」作為個人角色包裝，但也因為經常可以替40歲世代的女性發聲之故而受到觀眾認同。

### 個人
於愛知縣田原市成長的大久保佳代子在當地的縣立高中成章高等學校求學畢業後，離開家鄉至關東的千葉大學求學，並自該校文學部畢業。因此雖然是出身於東海地方，但實際上卻是關東演藝圈出身的藝人。

## 演出作品
- 綜藝、資訊節目
  - 《帥呆了！》（めちゃ²イケてるッ!，富士電視台）：以綠洲二人組成員的身份擔任固定成員。
  - 《王牌綜藝同樂會》（くりぃむナントカ，朝日電視台）：不定期演出的外景成員。
  - 《男女糾察隊》（ロンドンハーツ，朝日電視台）
  - 《求求你！麝香葡萄（日语：おねがい!マスカット）》（東京電視台）：僅有少數幾集節目中缺席的經常性來賓，等同於準固定成員。
  - 《全員逃走中》（run for money 逃走中，富士電視台）：多次參與演出的遊戲參賽者。
  - 《隧道二人組的託大家的福》（とんねるずのみなさんのおかげでした，富士電視台）
  - 《女主播的懲罰》（女子アナの罰，TBS）：共同主持人之一。
  - 《壇久保（日语：だんくぼ）》（朝日電視台）：與壇蜜共同擔任主持人的冠名綜藝節目。
  - 《不是大久保之夜（日语：大久保じゃあナイト）》（TBS）：首度單獨擔任冠名主持人。
  - 《SKE48的炸蝦週五夜》（SKE48のエビフライデーナイト，日本電視台）：名古屋的地方女子偶像團體SKE48的冠名綜藝節目，但由大久保擔任節目主持。
  - 《SKE48 炸蝦商!》（SKE48 エビショー!，日本電視台）：SKE48的冠名綜藝節目，由大久保擔任節目主持。